# Burg Anhalt

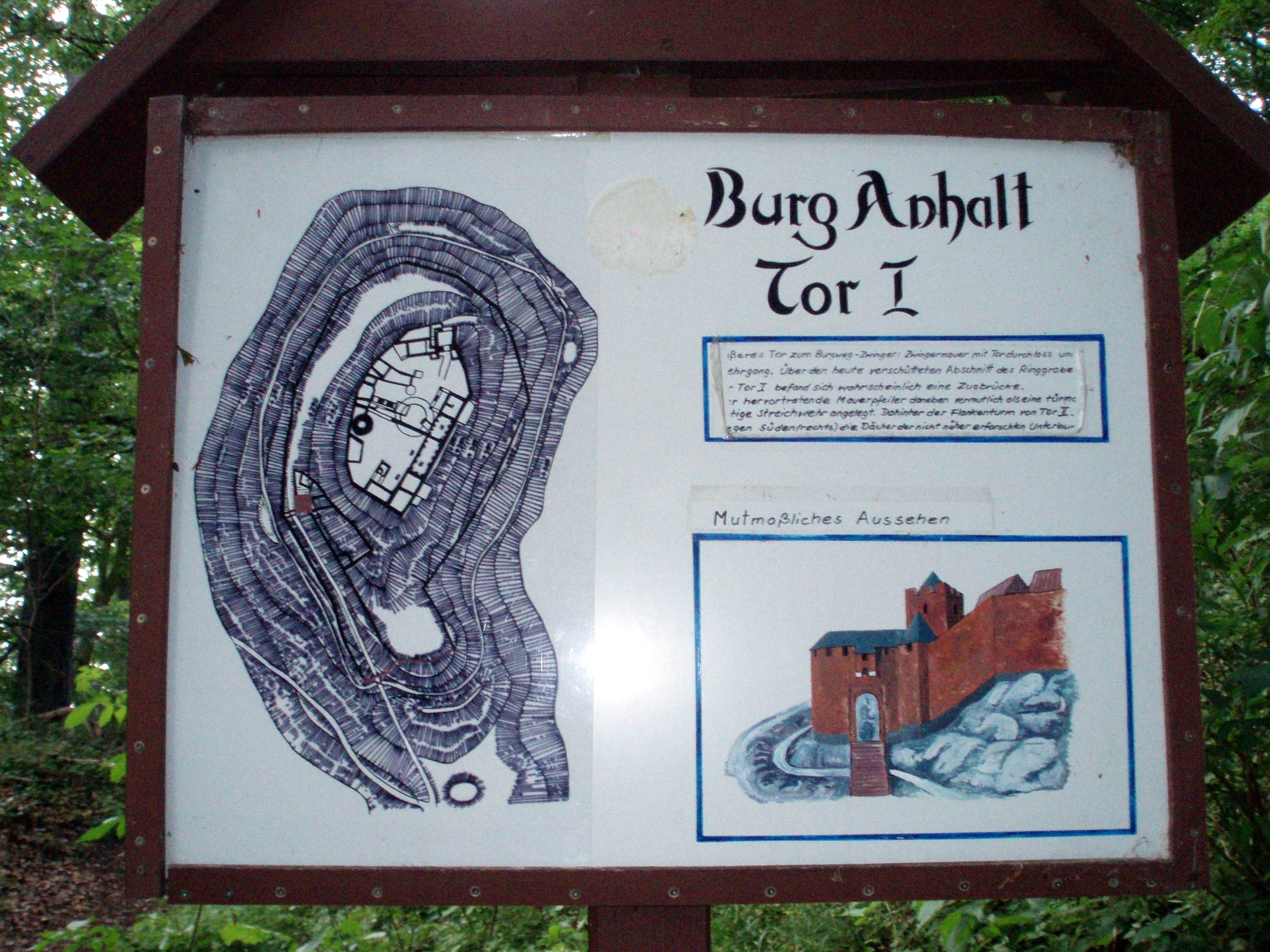
Tafel am Standort des Burgtors

Die Burg Anhalt ist eine mittelalterliche Burgruine im Harz nordöstlich von Harzgerode im sachsen-anhaltischen Landkreis Harz, die als Höhenburg um 1123 erbaut wurde. Der Name des Landes Anhalt geht auf diese Burg zurück.

## Geographische Lage
Die Ruine der Höhenburg befindet sich im Unterharz zwischen Mägdesprung (nördlicher Ortsteil von Harzgerode) und Meisdorf (südwestlicher Ortsteil von Falkenstein/Harz) oberhalb der im Tal der Selke stehenden Selkemühle auf dem Großen Hausberg (397,9 m ü. NN) am nordöstlichen Ende der Harzgeroder Gemarkung. In bewaldeter Landschaft des Naturparks Harz/Sachsen-Anhalt liegt sie innerhalb des Naturschutzgebiets Oberes Selketal.

## Geschichte
Als Erbauer der Burg gilt Otto der Reiche aus dem nahen Ballenstedt um 1123. Im Jahre 1140 wurde die erste Burg in dem welfisch-askanischen Streit um das Herzogtum Sachsen vom Erzbischof von Magdeburg Konrad von Querfurt und Markgraf Konrad von Meißen zerstört. Nach 1147 ließ der Askanier Albrecht der Bär die Burg wieder neu errichten. Während die erste Anlage hauptsächlich aus einem runden Wohnturm von 18 Meter Durchmesser bestanden hatte, wurde die neue Burg eine der mächtigsten Befestigungsanlagen im Harzgebiet. Das Ausmaß der Burg war vergleichbar mit dem der Wartburg in Thüringen. Der Trockengraben mit Vorwall, der die Burganlage einschloss, hatte eine Länge von 543 Metern. Bauhistorisch ist interessant, dass diese Burg, untypisch für die Zeit und Gegend der Erbauung, aus Ziegelstein errichtet wurde.
In einem Interview mit Prinz Eduard von Anhalt und Alexander von Bismarck wird der Name Anhalt abgeleitet von einer Stätte oder Burg, die ursprünglich aus Balken (Ballenstedt), später aber „ohne Holz“ (Anhalt) erbaut worden sei.
Die Burg Anhalt war neben der askanischen Stammburg Aschersleben (nicht der Burg Aschersleben) und dem Schloss Ballenstedt eine der drei Stammburgen der Askanier. Der erstmals 1215 nachweisbare Titel „Fürst von Anhalt“ bezog sich auf die Burg. Der Name „Anhalt“ ging von ihr im Lauf des 15. und 16. Jahrhunderts auf die Fürstenfamilie, das Haus Anhalt, über. Erst im Lauf der Neuzeit bezeichnete er ein Territorium und vermutlich erst seit dem späten 18. Jahrhundert auch dessen Einwohner. Diese namensgebende, identitätsprägende Kraft der Burg machte sie im 19. Jahrhundert zu einem Gegenstand der Sage und der Dichtung. Sie wirkt bis heute nach.
Bei der Teilung des Fürstentums Anhalt 1252 fiel die Burg Anhalt an die ältere Aschersleber Linie, die sie als ihren Hauptsitz nutzte. Mit deren Aussterben 1315 endete die große Zeit der Burg Anhalt, die nun in Verfall geriet, im 15. Jahrhundert aber noch von der Familie Stammer als Burgmannen bewohnt wurde. Neben der auf dem Großen Hausberg gelegenen Burg Anhalt hatte es auf dem 500 Meter östlich gelegenen Kleinen Hausberg im 13./14. Jahrhundert eine als „kleiner Anhalt“ bezeichnete Befestigung gegeben. Nach Aufgabe der Burg Anhalt wurde Harzgerode mit seinem erstmals 1326 erwähnten Schloss zum Zentrum der Askanier in ihrem Oberfürstentum.
1822 ließ Herzog Alexius Friedrich Christian von Anhalt-Bernburg die Ruinenfläche auf dem Großen Hausberg beräumen und auf den ausgegrabenen Brunnen ein neogotisches Brunnenhaus setzen. Von 1901 bis 1909 wurden unter der Leitung des Braunschweiger Baurats Brinckmann und des Baurats Starke Grabungen auf dem Gelände der Ruine durchgeführt. Von der Burg sind noch einige Mauerreste der Burgkapelle und von Wohn- und Nebengebäuden sowie der etwa drei Meter hohe bewachsene Stumpf des Bergfriedes erhalten.
Das südlich der Burg 1311 erstmals erwähnte Dorf Anhalt wurde in der Mitte des 15. Jahrhunderts aufgegeben, seine Kirchenglocken wurden 1440 nach Harzgerode verbracht. Von dem wüsten Dorf sind noch einige Hofstellen, Brunnenvertiefungen und ein Schutthügel als Überbleibsel der Kirche zu sehen. Es diente nicht nur der Versorgung der Burgmannschaft, sondern war auch, wie ein Pingenfeld erkennen lässt, eine Stätte der Eisenerzförderung und der Eisengewinnung, wie die im Sommer 2017 bei einer Grabung entdeckten Reste eines auf das 12./13. Jahrhundert datierten Verhüttungsofens beweisen. Auf der Gemarkung des Dorfes Anhalt ließ Fürst Friedrich von Anhalt-Harzgerode 1682 ein Vorwerk anlegen.
Anlässlich der Feierlichkeiten „800 Jahre Anhalt“ wurde am 30. Juni 2012 ein Gedenkort auf der Burg Anhalt vom stellvertretenden Ministerpräsidenten Sachsen-Anhalts im Beisein Prinz Eduards von Anhalt und anderer Persönlichkeiten feierlich eingeweiht.

## Wandern
Die Burgruine Anhalt ist als Nr. 197 in das System der Stempelstellen der Harzer Wandernadel einbezogen; der Stempelkasten (ca. 370 m ü. NN; ⊙) befindet sich rund 100 m südsüdöstlich der Burg nahe dem Tor 1 im ehemaligen Halsgraben.